# Чигурин
Чигури́н (фр. Tchigourine) — гора в Африке, в Нигере, провинция Диффа, высота 523 метра. Расположена в 35 км от оазиса Агадем. Расположена в центральной части пустыни Сахара в 340 км к северу от озера Чад.